# Epeolus melectiformis
Epeolus melectiformis là một loài Hymenoptera trong họ Apidae. Loài này được Yasumatsu mô tả khoa học năm 1938.